# Jerónimo Grimaldi

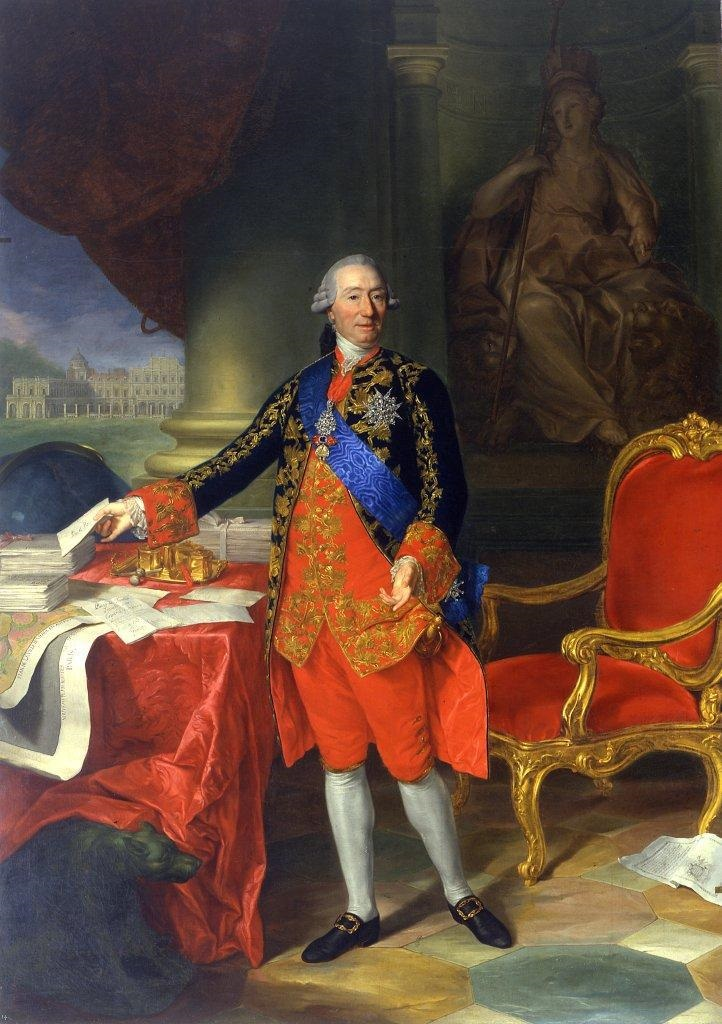
Jerónimo Grimaldi

Pablo Jerónimo Grimaldi y Pallavicini, Markgraf (spanisch: Marqués) und Herzog (spanisch: Duque) Grimaldi, spanischer Grande (getauft 6. Juli 1710 in Genua; † 1. Oktober 1789 (nach anderen Quellen: 1786)) war ein spanischer Diplomat und Politiker.

## Herkunft und Familie
Grimaldi entstammte einer angesehenen Genueser Familie. Sein Vater, Francisco María Grimaldi, war 1712 als außerordentlicher Botschafter Genuas am spanischen Hof von König Philipp V. eingesetzt. Jerónimo hatte eine kirchliche Laufbahn begonnen, die er 1746 aufgab, als er ebenfalls als Botschafter nach Madrid entsandt wurde.

## Diplomatische Karriere
Er gewann das Vertrauen des Hofes und wurde von den Spaniern in geheimer Mission nach Wien entsandt, als im Österreichischen Erbfolgekrieg das Verhältnis Spaniens zum verbündeten  Frankreich durch eine Krise ging. Grimaldi wurde durch den spanischen Premierminister Zenón de Somodevilla y Bengoechea gefördert.
1746, 1752 und 1762 bis 1763 entsandte ihn Ferdinand VI. (1746–1759) als Botschafter zu Georg II. Als Botschafter in London wurde er 1747 von Ricardo Wall abgelöst. Grimaldi war Bevollmächtigter Botschafter bei König Friedrich in Schweden und am Herzogshof in Parma sowie Botschafter bei den Generalstaaten der Niederlande.
1763 ernannte ihn Karl III. (1759 bis 1788) von Spanien zu seinem Botschafter bei Ludwig XV., wo er mit Étienne-François de Choiseul den bourbonischen Hausvertrag, als tercer pacto de familia von 1761 aktualisierte. Dieser führte zum Eintritt Spaniens in den Siebenjährigen Krieg gegen Großbritannien. Grimaldi unterzeichnete 1763 den entsprechenden Pariser Friedensvertrag. Es gelang ihm in den Verhandlungen, das von den Briten besetzte Kuba zurückzuerlangen und Louisiana von Frankreich zu bekommen. Im Gegenzug trat Spanien seine Kolonie in Florida an England ab.
Während seiner Arbeit als Botschafter unterstützte ihn als Sekretär José de Gálvez y Gallardo, der später als General-Visitor die bourbonischen Verwaltungsreformen im Vizekönigreich Neuspanien einführen sollte und als Indienminister die gesamte Kolonialverwaltung reorganisierte.

## Amtszeit als Premierminister
Nach dem Rücktritt von Ricardo Wall ernannte ihn der König zum Premierminister. Grimaldi galt als Freund Frankreichs und als gemäßigter Reformator. Er vereinfachte das Haushaltswesen und gründete im Sinne des Merkantilismus staatliche Manufakturen. Organisatorisch reformierte er die Regierungsarbeit durch die Einführung wöchentlicher Kabinetts-Sitzungen mit allen Ressortministern.

### Golillas
Grimaldi gehörte mit Leopoldo de Gregorio, Marqués de Esquilache zu einer Gruppe von Reformern, welche sich Golillas (spanisch: Kragen-Ringe) nannte. Die Reformer ordneten eine neue, französisch inspirierte Kleiderordnung an und untersagten das Tragen der traditionellen spanischen Mantel- und Hutform. Sie standen im Gegensatz zur gemäßigteren Partido Aragonés, welche von Pedro Pablo Abarca de Bolea, conde de Aranda angeführt wurde. Als die Madrider Bevölkerung  1766 mit dem Madrider Hutaufstand gegen die radikalen Reformer revoltierte, wurde das Haus von Grimaldi geplündert. Der Hutaufstand wurde niedergeschlagen.

### Jesuitenvertreibung
Zu den markantesten Ereignissen von Grimaldis Amtszeit zählte die Vertreibung des Jesuitenordens 1767. Im spanischen Mutterland und den Kolonien wurde der Orden enteignet, aufgelöst, und alle jesuitischen Mönche hatten das Land zu verlassen – die meisten flohen nach Italien. Da der Jesuitenorden wesentlichen Anteil an der Verwaltung (etwa in der Führung von Akten und Archiven) hatte und zudem in weiten Teilen des Reiches der einzige Träger der Bildungseinrichtungen war, hatte die Vertreibung der Jesuiten einschneidende Auswirkungen.

### Konflikt um die Falklandinseln
Unter Grimaldis Regierungszeit fiel der Verkauf der Falklandinseln von Frankreich an Spanien (1767); parallel erfolgte die erste englische Besiedlung und Anspruchnahme durch die Briten. 1770 landete eine spanische Expeditionstruppe und vertrieb kurzzeitig die Briten, die allerdings nach Verhandlungen zwischen Großbritannien, Frankreich und Spanien 1771 zurückkehren durften.
Innenpolitisch hatte der Konservative Pedro Pablo Aranda für eine militärische Besetzung der Inseln plädiert. Als Spanien Port Egmont 1771 an die Briten abtrat, wurde die als Niederlage der Partido Aragonés bewertete. Pedro Pablo Aranda trat als Vorsitzender des Consejo de Castilla  zurück und wurde 1773 als Botschafter nach Paris entsandt.

### Algerienexpedition
Der marokkanische Sultan Mulai Muhammad versuchte im Dezember 1774 Melilla und im Februar 1775 Gibraltar besetzen zu lassen.
Im Gegenzug entschied König Karl III. zur Bekämpfung der Piraterie im Mittelmeer, den Barbareskenstaat Algerien besetzen zu lassen. Mit einer großen Interventionsarmada aus insgesamt 46 Kriegsschiffen mit über 1.300 Kanonen griffen die Spanier unter dem Oberkommando von Pedro González de Castejón an. Die Expeditionsarmee bestand aus 18.400 Soldaten unter dem Kommando von Alejandro O’Reilly, die Armada stand unter dem Kommando von Antoni Barceló. Die spanische Armada segelte am 22. Juni 1775 nach Malta und begann die Operation am 8. Juli 1775.
Die Expedition geriet zum Debakel: Bei einem gescheiterten Landungsversuch kamen etwa 5.000 Spanier ums Leben, darunter fünf Generäle, und 15 Generäle wurden verletzt. Die Algerier konnten 15 Kanonen und etwa neuntausend Gewehre sicherstellen. Nach Angaben der Spanier wehrten 12.000 algerische Kavalleristen den Angriff ab, worauf der Brückenkopf nicht gehalten wurde und der Befehl zum Einschiffen gegeben wurde.

### Rücktritt
Nach dem Scheitern dieser Strafexpedition trat Grimaldi am 9. November 1776 von seinen Ministerämtern zurück.
Ein weiterer Grund für seinen Rücktritt war Uneinigkeit über die Frage, ob Spanien im Amerikanischen Unabhängigkeitskrieg die Amerikaner gegen die Briten unterstützen sollte. Grimaldi befürwortete das, um die Briten zu schwächen, während der König und die anderen Minister ein Überspringen der Unabhängigkeitsbewegung auf die spanischen Kolonien fürchteten. Zum Missfallen seiner Feinde überließ der König Grimaldi die Entscheidung, seinen Nachfolger zu bestimmen: Er wählte seinen Vertrauten José Moñino y Redondo, Graf von Floridablanca.

## Letzte Jahre
Grimaldi ging nach seinem Rücktritt als spanischer Botschafter nach Rom an den Heiligen Stuhl; er übernahm diesen Posten von seinem Nachfolger als Premierminister, dem Grafen Floridablanca. Dieser veranlasste, dass Grimaldi in den Markgrafen- und später in den Herzogstand erhoben wurde und zum spanischen Granden ernannt wurde. Zudem wurde er in den Orden vom Goldenen Vlies aufgenommen.